# Theodor Grosse

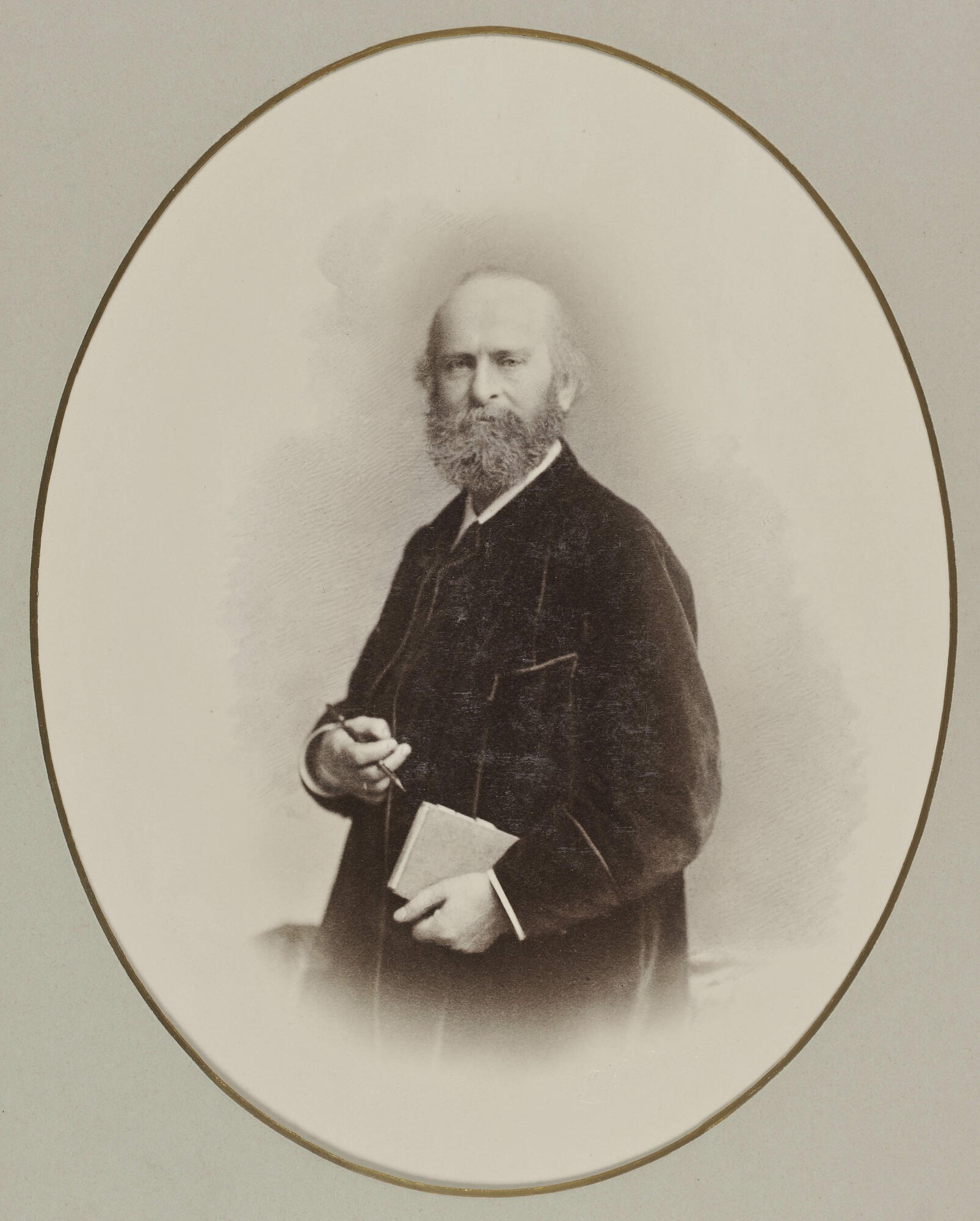
Um 1890: Grosse als Halbfigur mit Schreibutensilien;
Foto Theodor Kirsten, Albuminpapier hinter Passepartout; Stadtmuseum Dresden

Franz Theodor Grosse (* 23. April 1829 in Dresden; † 11. Oktober 1891 ebenda) war ein deutscher Bildhauer, Historien-, Landschafts- und Porträtmaler.

## Leben
Grosse besuchte ab 1843 die Bildhauerklasse der Dresdner Akademie und studierte dort anschließend Malerei bei Eduard Bendemann. Er führte Wand- und Deckenbilder im Ballsaal des Dresdner Residenzschlosses sowie Deckenbilder in der Dresdner Gemäldegalerie aus. Sein erstes großes Gemälde Leda mit dem Schwan wurde von der Dresdner Galerie erworben.
Für die 1832 bis 1834 im Stil der Neorenaissance durch den Leipziger Verleger Hermann Härtel (1803–1875) erbaute Villa schuf er 1855 mehrere Fresken, die an pompejanische Wanddekorationen erinnern und unter der Bezeichnung Penaten auch im Druck erschienen. Von 1855 bis 1858 schuf er Wandbilder über die Familiengeschichte der Grafen Solms-Wildenfels im Schloss Wildenfels. Da seine Werke großen Beifall fanden, wurde ihm von der Sächsischen Akademie ein Stipendium zu einer Italienreise verliehen, die er noch im Jahr 1858 antrat. Er studierte dabei zunächst in Florenz und später in Rom die italienischen Meister der Renaissance. In Rom begann er die Arbeiten an dem Gemälde Abraham, Sarah und die drei Engel, das er 1862 fertigstellte und das in den Besitz der Witwe von Moritz Seeburg nach Leipzig gelangte. Im selben Jahr erhielt er den ersten Preis in dem Wettbewerb für die Ausmalung der Loggia des Leipziger Museums und führte die Arbeiten von 1864 bis 1872 aus. Neben diesen Arbeiten fertigte er Vorlagen für große Prachtvasen für die Porzellanmanufaktur in Meißen.
Er erhielt 1872 die Ehrendoktorwürde der Leipziger Universität und wurde im Jahre 1864 Ehrenmitglied der Dresdner Akademie. 1867 wurde er Mitglied des Akademischen Rates und zum Vorstand eines akademischen Meisterateliers in Dresden berufen. Zahlreiche Malereien an der Kassettendecke des Hoftheaters Dresden sind Grosses Hauptwerke in den 1870er-Jahren. Diese Bilder zeugen von einer souveränen Beherrschung der Kompositionskunst im Stile Raffaels und zeichnen sich durch Linienschönheit und leuchtende, tiefe Farbigkeit aus.
Grosse wirkte 1879 an der Ausmalung der Aula der Meissener Fürstenschule mit. Von 1887 bis 1888 entstanden biblische Szenen an den Emporenbrüstungen der Leipziger Thomaskirche.

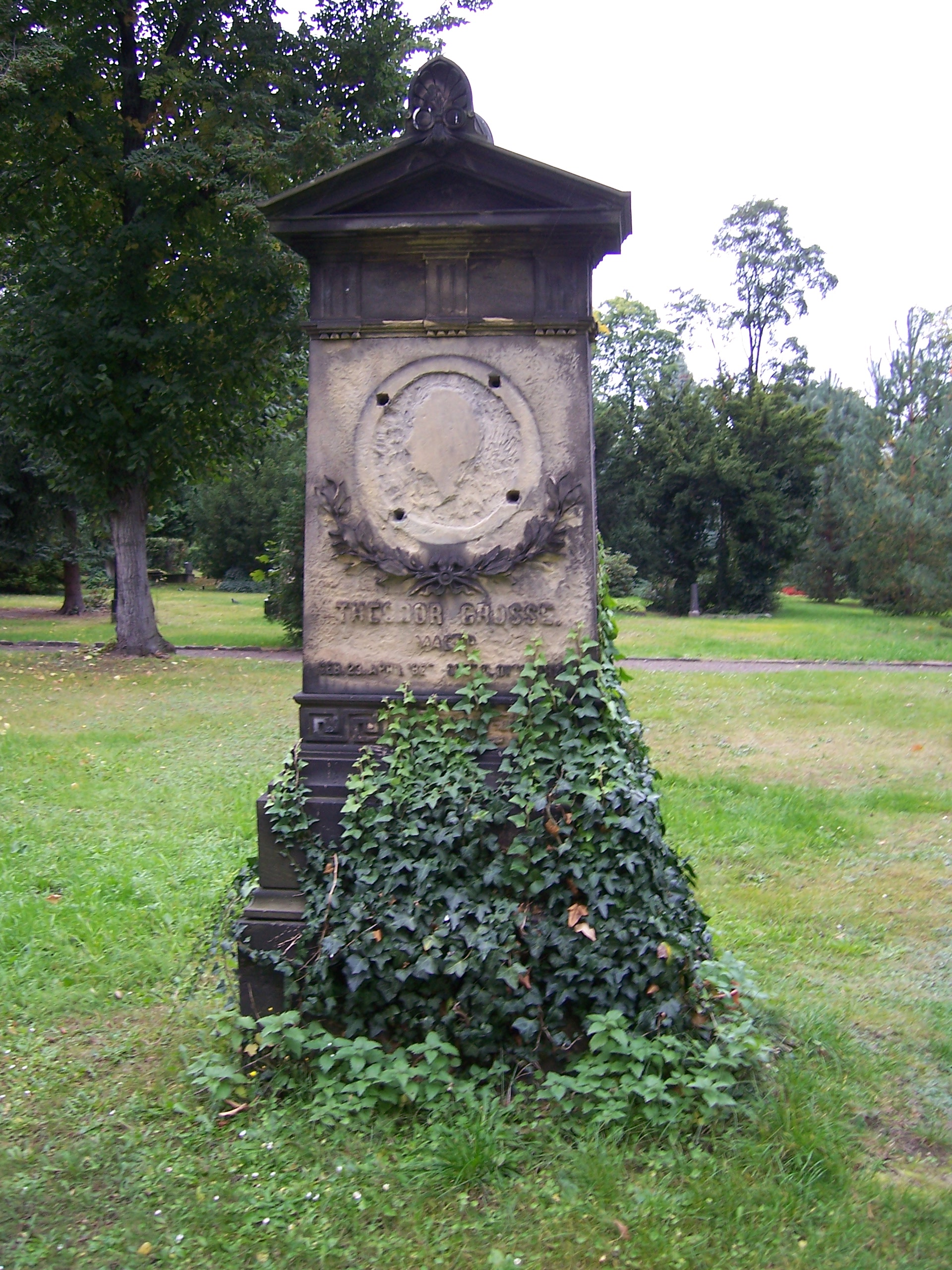
Grab von Theodor Grosse auf dem Trinitatisfriedhof

Grosse verstarb 1891 in Dresden und wurde auf dem Trinitatisfriedhof beigesetzt. Im Mai 1892 wurde ein Teil seines Nachlasses bei einer Kunstauktion in Dresden versteigert. Zu seinem Andenken wurden seine Werke von 8. Mai 1892 an in der Berliner Nationalgalerie ausgestellt.